# Дёрнберг, Вильгельмина фон
Вильгельмина Каролина Кристина Генриетта фон Дёрнберг (нем. Wilhelmine Caroline Christine Henriette von Dörnberg; 6 марта 1803, Ансбах — 14 мая 1835, Нюрнберг) — княгиня Турн-и-Таксис из семьи имперских баронов фон Дёрнбергов.

## Биография
Вильгельмина — представительница гессенского дворянства, дочь барона Конрада Генриха Эрнста Фридриха фон Дёрнберга и баронессы Вильгельмины Софии фон Глаубург, воспитывалась в протестантском духе. Вышла замуж за князя Максимилиана Карла Турн-и-Таксиса, сына князя Карла Александра Турн-и-Таксиса и герцогини Терезы Мекленбургской. Этот брак не был равнородным и состоялся вопреки противодействию княжеского рода Турн-и-Таксис, в особенности матери жениха Терезы Мекленбургской, а также короля Баварии Людвига I, кузена Максимилиана Карла Турн-и-Таксиса. У супругов родилось пятеро детей.
В 1834 году княгиня Вильгельмина тяжело заболела во время поездки в богемские владения Турн-и-Таксисов. В начале 1835 года княгиня отправилась в Нюрнберг на лечение к гомеопату доктору Рейтеру. Надежды выздороветь не оправдались, и княгиня Турн-и-Таксис умерла в возрасте 32 лет. Княгиню похоронили в специально построенном для неё мавзолее в резиденции Турн-и-Таксис в Регенсбурге.

## Потомки
- Карл Вильгельм (1829—1829)
- Терезия Матильдия Амалия Фридерика Элеонора (1830—1883), замужем за Альфредом Бофор-Спонтином (1816—1888), затем за Вильгельмом фон Пирхом
- Максимилиан Антон (1831—1867), женат на Елене Баварской
- Эгон Максимилиан (1832—1892), женат на Виктории Эдельспахер де Дьёрйок (1841—1895)
- Теодор Георг (1834—1876), женат на баронессе Мелании фон Зеккендорфф (1841—1919)